# Sybra subcrassepuncta
Sybra subcrassepuncta är en skalbaggsart som beskrevs av Stefan von Breuning 1968. Sybra subcrassepuncta ingår i släktet Sybra och familjen långhorningar. Inga underarter finns listade i Catalogue of Life.